# Kąt podniesienia lufy
Kąt podniesienia lufy (elewacja) – kąt między poziomem wylotu lufy, a osią lufy broni przygotowanej do strzału.